# Codariocalyx
Codariocalyx är ett släkte av ärtväxter. Codariocalyx ingår i familjen ärtväxter.
Kladogram enligt Catalogue of Life:
| Codariocalyx | \| \| Codariocalyx gyroides \| \| \| \| \| \| Codariocalyx motorius \| \| \| \| |
|              | \| \| Codariocalyx gyroides \| \| \| \| \| \| Codariocalyx motorius \| \| \| \| |
|              | Codariocalyx gyroides                                                           |
|              |                                                                                 |
|              | Codariocalyx motorius                                                           |
|              |                                                                                 |

## Bildgalleri

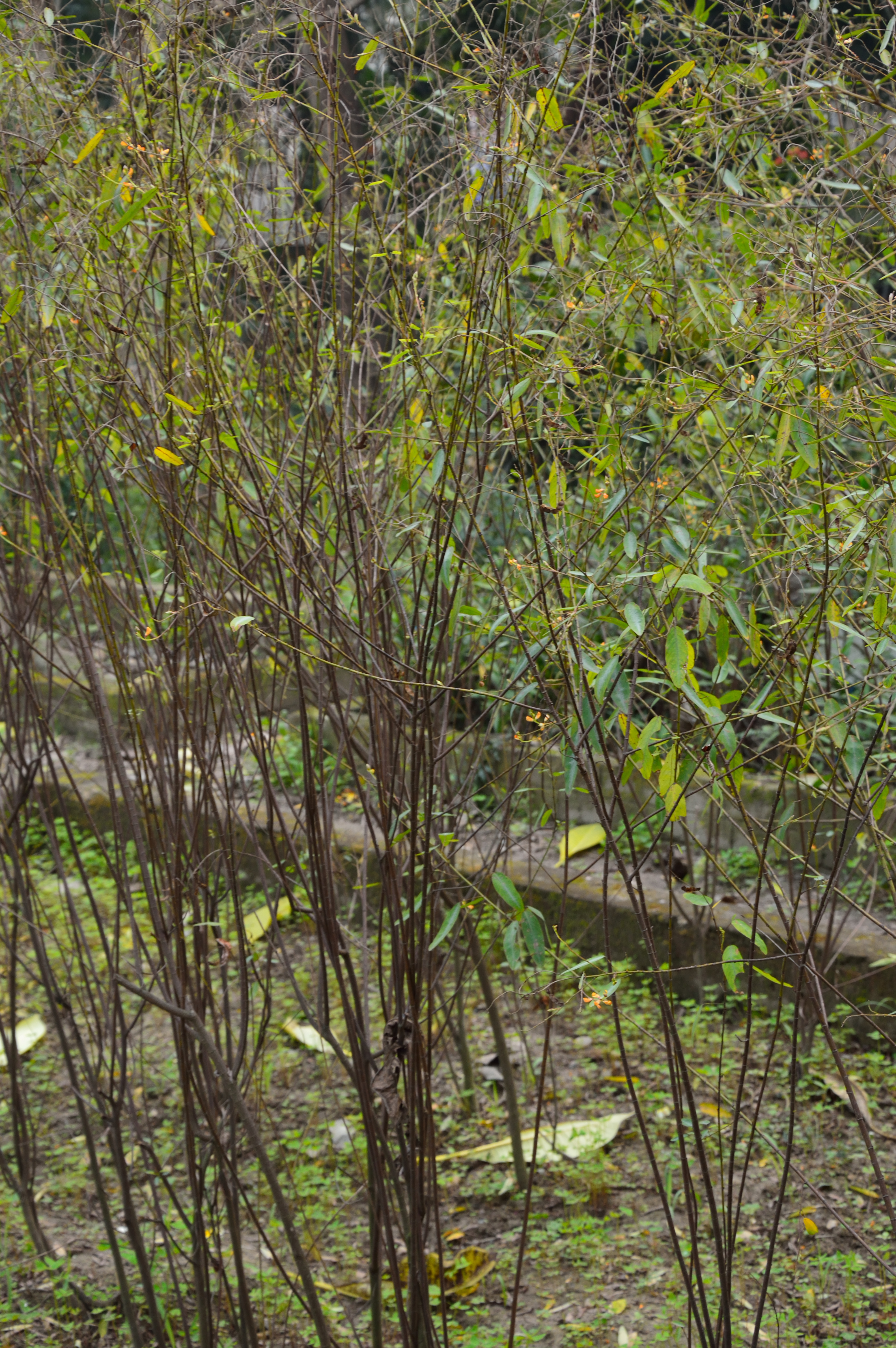
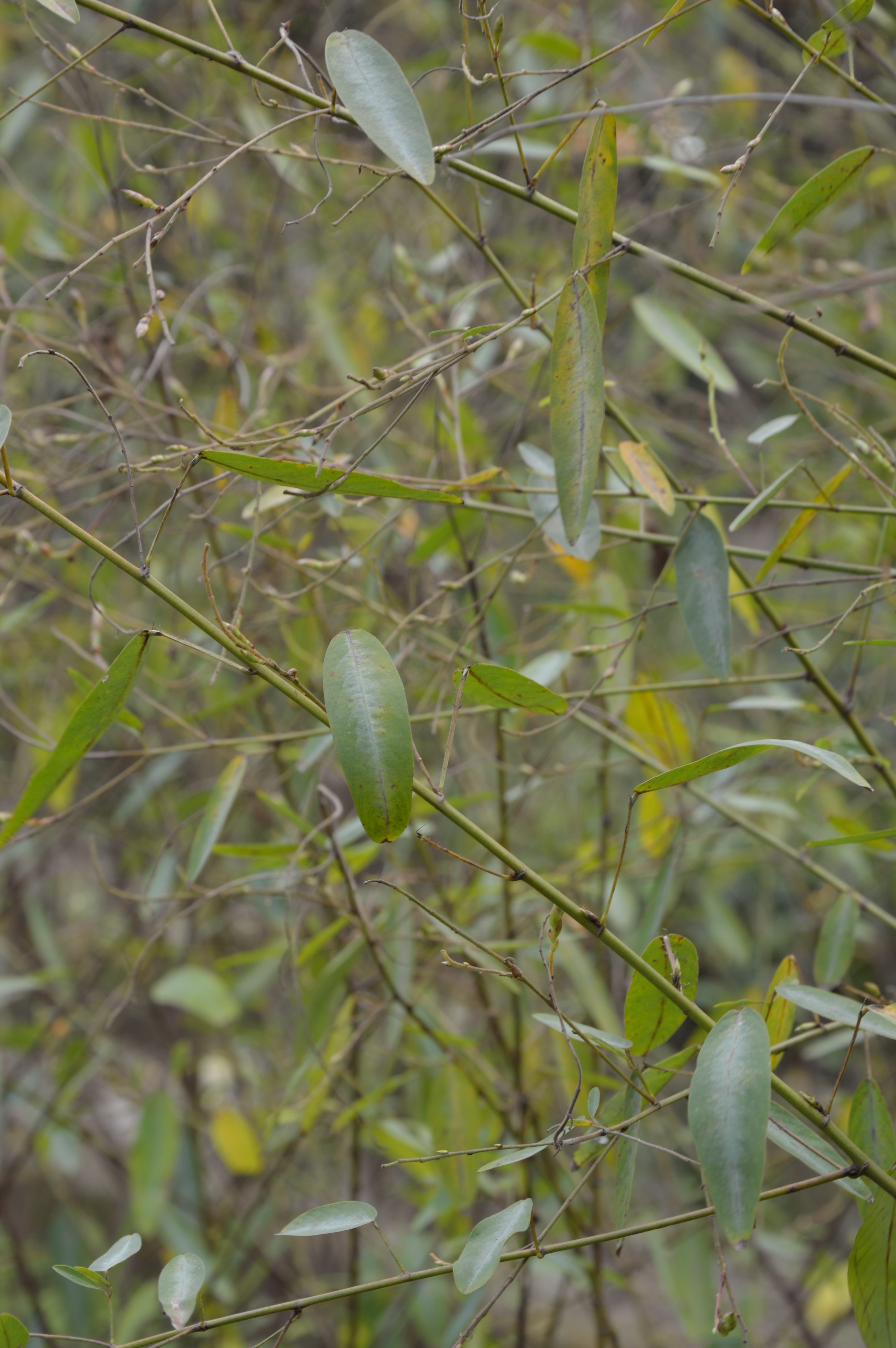
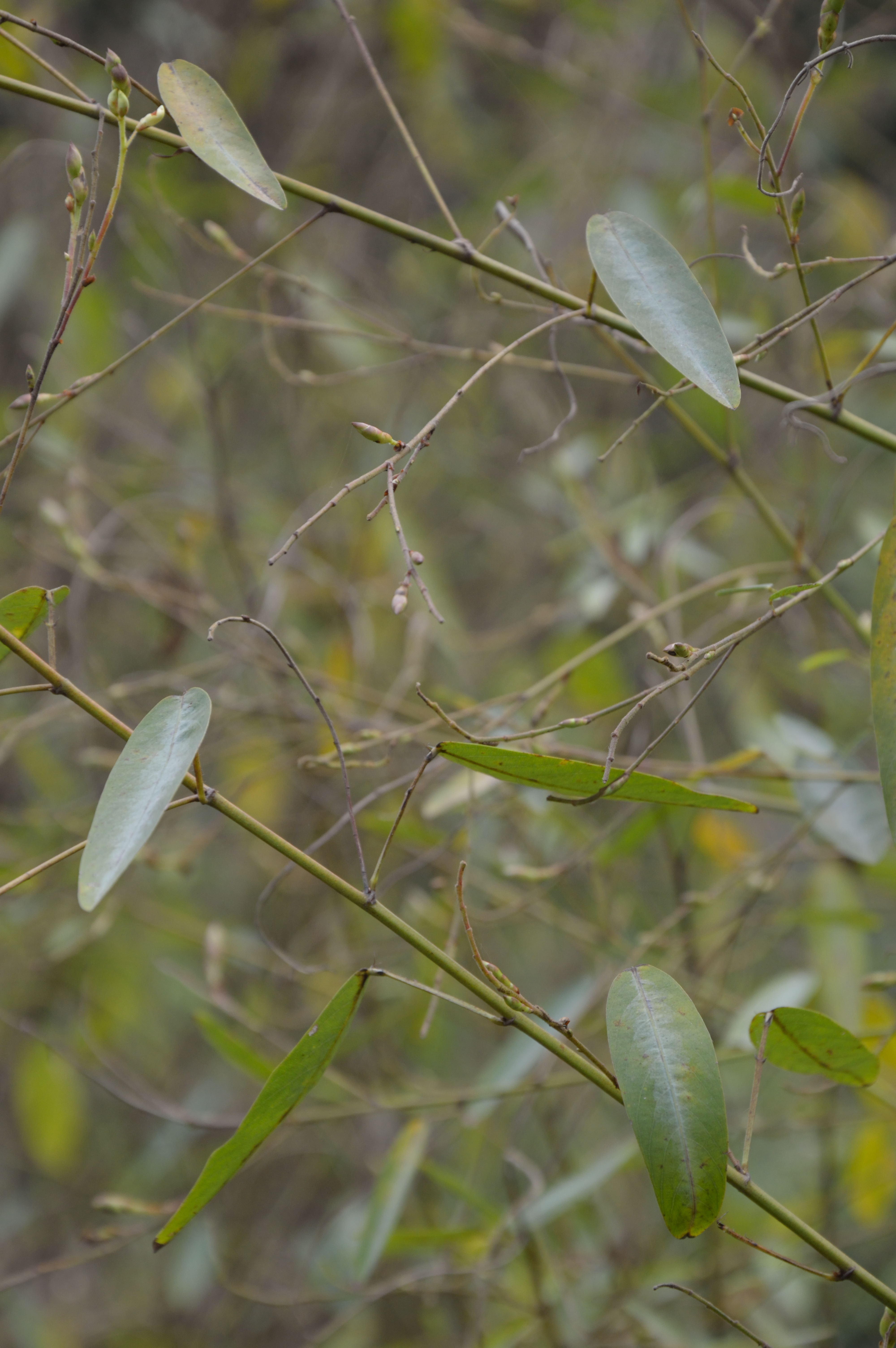
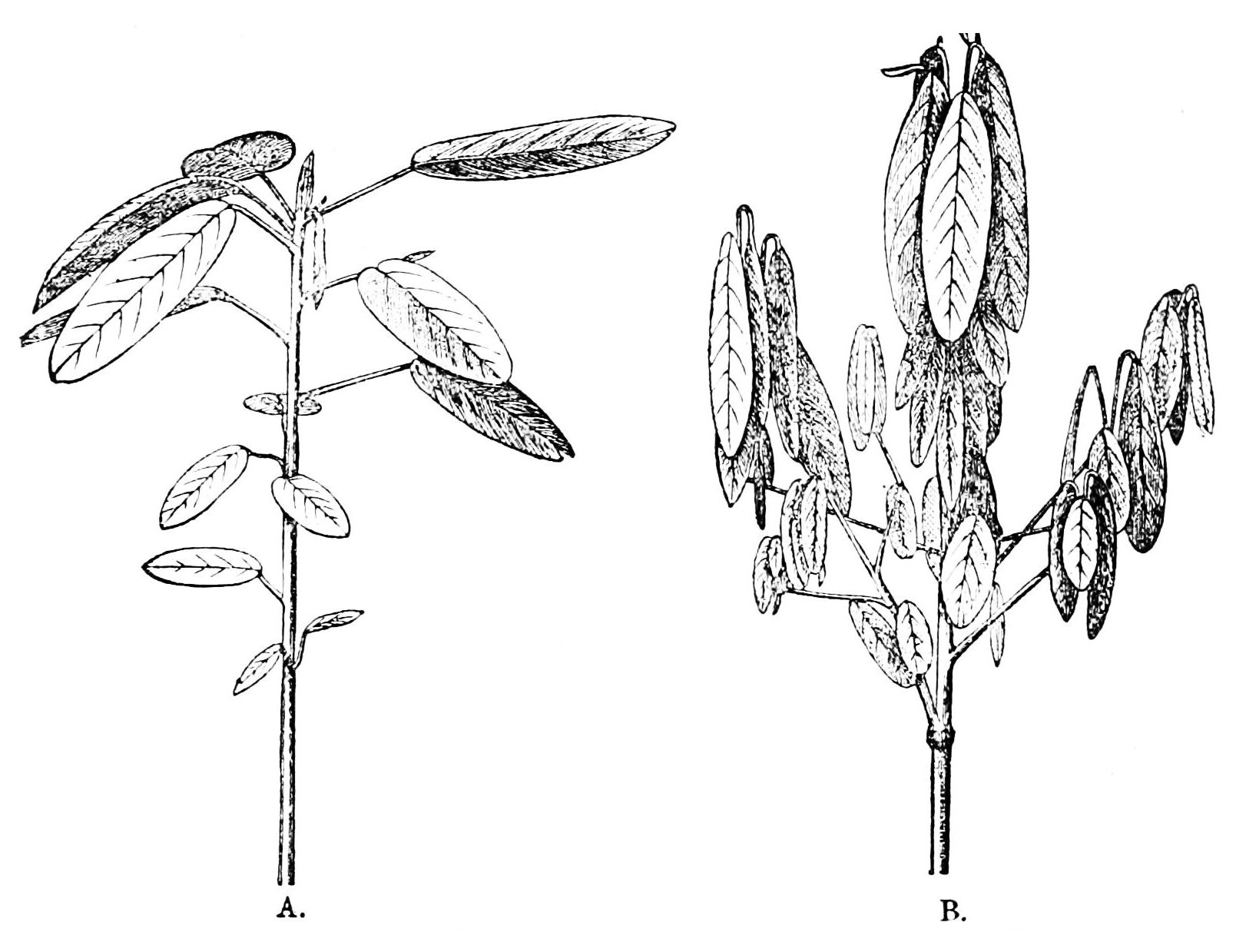
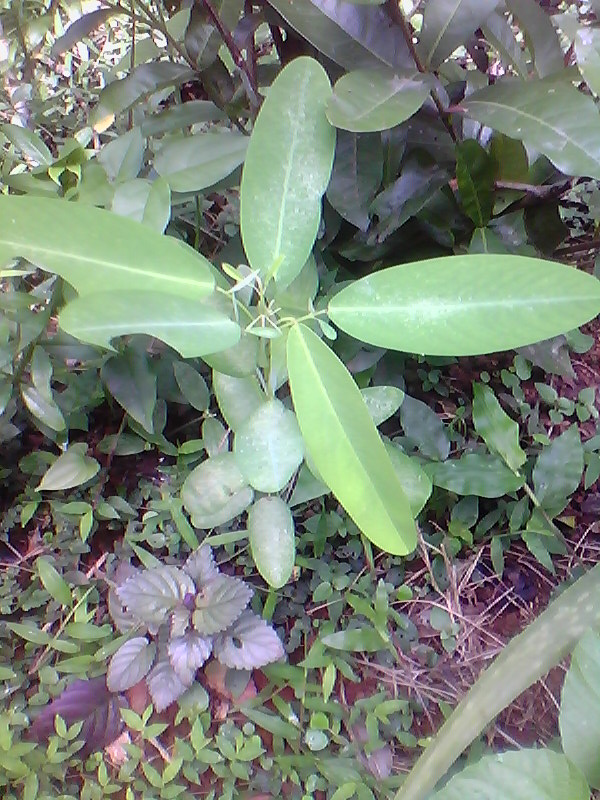
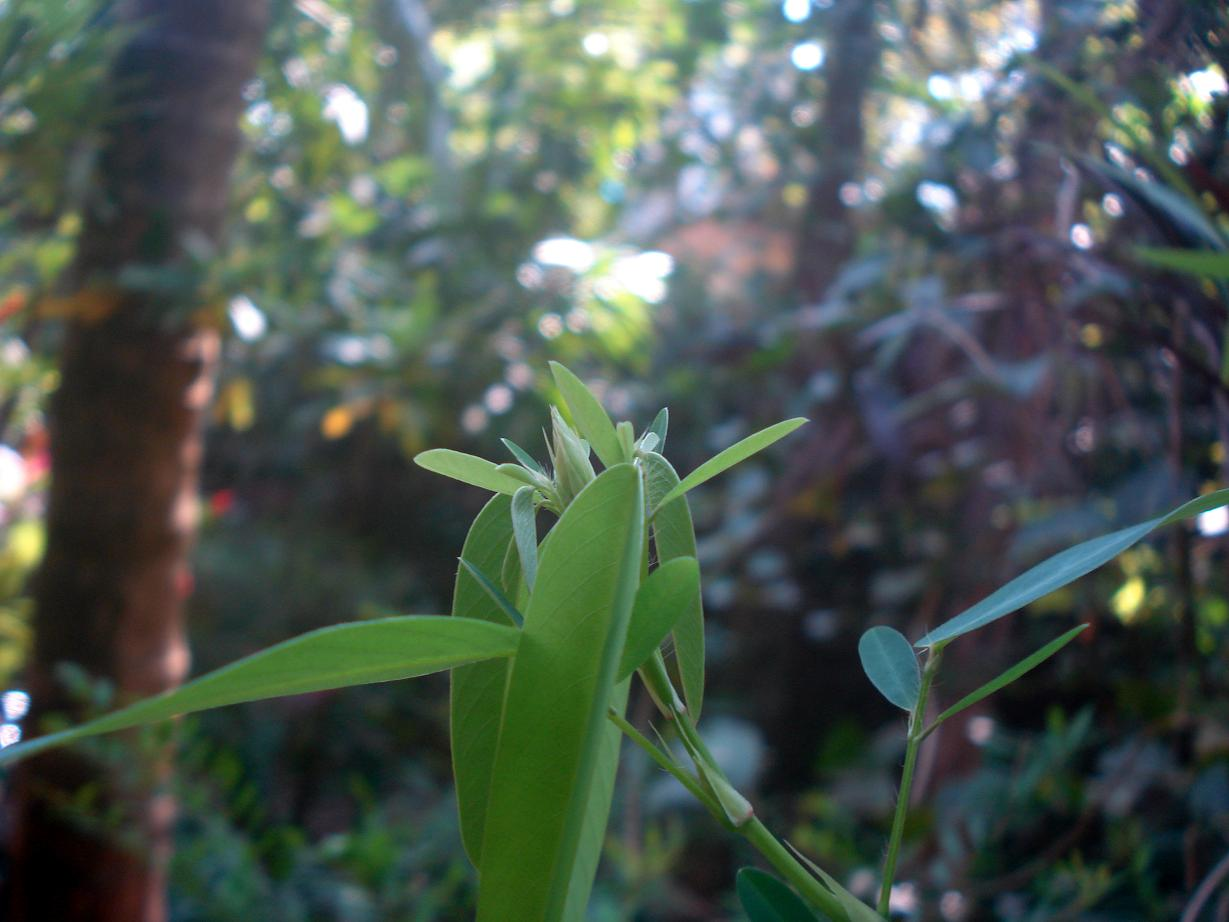